# Uromyces clignyi
Uromyces clignyi ist eine Ständerpilzart aus der Ordnung der Rostpilze (Pucciniales). Der Pilz ist ein Endoparasit von Chlorophytum sowie von Süßgräsern. Symptome des Befalls durch die Art sind Rostflecken und Pusteln auf den Blattoberflächen der Wirtspflanzen. Sie ist in wärmeren Gegenden der Welt verbreitet.

## Merkmale

### Makroskopische Merkmale
Uromyces clignyi ist mit bloßem Auge nur anhand der auf der Oberfläche des Wirtes hervortretenden Sporenlager zu erkennen. Sie wachsen in Nestern, die als gelbliche bis braune Flecken und Pusteln auf den Blattoberflächen erscheinen.

### Mikroskopische Merkmale
Das Myzel von Uromyces clignyi wächst wie bei allen Uromyces-Arten interzellulär und bildet Saugfäden, die in das Speichergewebe des Wirtes wachsen. Die Aecien der Art besitzen 20–25 × 18–20 µm große, hyaline Aeciosporen mit warziger Oberfläche. Die gelbbraunen Uredien des Pilzes wachsen überwiegend unterseitig auf den Wirtsblättern. Ihre gelben bis goldbraunen Uredosporen sind 22–28 × 19–25 µm groß, zumeist breitellipsoid und stachelwarzig. Die beid- oder überwiegend blattunterseitig wachsenden Telien der Art sind schwarzbraun, pulverig und unbedeckt, die besitzen meist zahlreiche Paraphysen. Die kastanienbraunen Teliosporen sind einzellig, in der Regel kugelig und 25–30 × 25–30 µm groß. Ihre Stiele sind farblos und bis zu 110 µm lang.

## Verbreitung
Das bekannte Verbreitungsgebiet von Uromyces clignyi war ursprünglich Äthiopien und umfasst nun subtropische und tropische Regionen der ganzen Welt.

## Ökologie
Die Wirtspflanzen von Uromyces clignyi sind für den Haplonten Chlorophytum sowie zahlreiche verschiedene Süßgräser aus dem Tribus Andropogoneae für den Dikaryonten. Der Pilz ernährt sich von den im Speichergewebe der Pflanzen vorhandenen Nährstoffen, seine Sporenlager brechen später durch die Blattoberfläche und setzen Sporen frei. Die Art durchläuft einen Entwicklungszyklus mit Spermogonien, Aecien, Telien und Uredien und vollzieht einen Wirtswechsel.